# Isteni műszak
Az Isteni műszak 2013-ban bemutatott színes film, magyar fekete komédia, Bodzsár Márk első nagyjátékfilmje, ami a Magyar Nemzeti Filmalap 206,5 millió forintos támogatásával készült. A film abszurd humorral meséli el egy fiatal mentőápoló alászállását az éjszakába, ahol beavatást nyer a halottas bizniszbe és az ott érvényesülő kegyetlen elvbe: a halál nem válogat, az ember igen.
A végletekig groteszk mű a hatodik alkalommal megrendezett CinÉast filmfesztiválon Luxemburgban elnyerte a zsűri különdíját.

## Történet
1992-ben járunk. Milán (Ötvös András) a délszláv háború idején – bosnyák menyasszonyát hátrahagyva – átszökik Magyarországra. Egy véletlen folytán pedig találkozik Fék doktorral (Rába Roland) és Tamáskával (Keresztes Tamás) a két mentős pacákkal, akik nem egyszer segítik halálba betegeiket. Nem brahiból, ez biznisz. Milán annak ellenére, hogy elvei merőben eltérnek, mégis hozzájuk szegődik, hogy a hullák után leeső dohányból ki tudja menekíteni szerelmét a jugók háborújából.

## Szereplők
- Ötvös András – Milán
- Rába Roland – Fék doktor
- Keresztes Tamás – Kis Tamás
- Stork Natasa – Tánya, Milán menyasszonya
- Zsótér Sándor – Vinnai, temetkezési vállalkozó
- Hegedűs D. Géza – Dr. Oppenheim
- Pálos Hanna – Csekő Terike
- Trill Zsolt – Szőke Kóla
- Törőcsik Franciska – Katalin, medika
- Hajduk Károly – Luka
- Lázár Kati – Steiner Irén
- Jordán Adél – Ágnes, Irén lánya
- Kerekes Éva – Vinnainé
- Nagy Zsolt – Kovács Tibor
- Kaszás Gergő – Józsi, börtönőr
- Molnár Gusztáv – Rudi, börtönőr
- Nagypál Gábor – Ratko
- Orosz Ákos – Kotter Robi
- Börcsök Enikő – Holczer néni
- Balogh András – Vitya bácsi
- Mészáros Béla – temetőőr
- Mészáros Máté – Arányi, boncolóorvos